# Francisco Trincão
Francisco Trincão (Viana do Castelo, 29 de diciembre de 1999) es un futbolista portugués que juega de delantero en el Sporting C. P. de la Primeira Liga de Portugal.

## Trayectoria

### Sporting Clube de Braga
Nacido en Viana do Castelo, comenzó su carrera en las categorías inferiores del S. C. Vianense. También pasó un año por las del F. C. Oporto y estuvo en dos etapas en las del Sporting de Braga, donde terminó su formación.
Hizo su debut profesional el 2 de abril de 2016 con el filial del Sporting de Braga en la Segunda Liga, entrando como sustituto de Carlos Fortes a los 81 minutos en una derrota por 2-1 ante el S. C. Freamunde. Anotó su primer gol el 7 de mayo de 2017, en la derrota por 2-3 en casa del F. C. Oporto "B". Marcó cinco veces en la temporada 2017-18, dos de ellas el 1 de octubre en una victoria en casa 5-4 sobre el C. D. Nacional que supuso la primera victoria de la temporada. Posteriormente, firmó un nuevo contrato de cinco años.
El 28 de diciembre de 2018 jugó su primer partido oficial con el primer equipo en una victoria por 4-0 sobre el Vitória Setúbal en la fase de grupos de la Taça da Liga, donde reemplazó a Fransérgio en el minuto 62. Cinco días después, el entrenador Abel Ferreira le hizo debutar en la Primeira Liga cuando entró por Dyego Sousa durante los últimos cuatro minutos de una victoria en casa ante el C. S. Marítimo.
Anotó su primer gol para el Sporting de Braga el 12 de diciembre de 2019 en el último partido de la fase de grupos de la Liga Europa de la UEFA, también dio una asistencia, en la victoria por 4-2 contra el Š. K. Slovan Bratislava mientras su equipo avanzaba de fase en primer lugar. El 4 de enero siguiente, el nuevo entrenador Rúben Amorim le dio su primera titularidad en liga y marcó su primer gol en la competición en una goleada por 1-7 contra el Belenenses SAD. Tres semanas después, reemplazó a Galeno en el minuto 50 de la final de la Copa de la Liga contra el F. C. Oporto en el Estadio Municipal de Braga que los arsenalistas vencieron gracias a un gol de Ricardo Horta en los últimos minutos del encuentro.

### F. C. Barcelona
El 31 de enero de 2020 el F. C. Barcelona anunció su fichaje a partir del 1 de julio de ese mismo año a cambio de 31 millones de euros, y firmando un contrato hasta 2025 con una cláusula de rescisión de 500 millones de euros. El 16 de septiembre dio su primera asistencia con la camiseta del conjunto azulgrana en un amistoso de pretemporada con victoria 3-1 sobre el Girona F. C. El 7 de febrero de 2021, en su 27.º partido de la temporada, marcó su primer gol desde su llegada al club en el encuentro de Liga ante el Real Betis Balompié que sirvió para poner el definitivo 2-3 en el marcador. En la siguiente jornada frente al Deportivo Alavés sería por primera vez titular en Liga anotando un doblete en la victoria por 5-1.
Marcó tres goles en 42 partidos en su primera temporada como azulgrana y de cara al curso 2021-22 fue cedido al Wolverhampton Wanderers F. C. que se guardaba una opción de compra no obligatoria. Esta no se hizo efectiva, por lo que en julio de 2022 volvió a ser cedido, esta vez al Sporting C. P. Este acuerdo también incluía una opción de compra que era obligatoria una vez consiguieran la permanencia.

## Selección nacional
Tras haber sido internacional en categorías inferiores, con las que ganó el Europeo sub-19 de 2018, el 5 de septiembre de 2020 debutó con la selección absoluta de Portugal jugando los últimos 12 minutos de la victoria por 4-1 ante Croacia en la Liga de Naciones de la UEFA 2020-21. En los cuartos de final de la edición de la temporada 2024-25, marcó sus dos primeros goles como internacional contra Dinamarca y estos sirvieron para que Portugal lograra la clasificación para la fase final del torneo.

## Estadísticas

### Clubes
| Club                                     | Div.          | Temporada     | Liga  | Liga  | Copas nacionales | Copas nacionales | Copas internacionales | Copas internacionales | Total | Total |
| Club                                     | Div.          | Temporada     | Part. | Goles | Part.            | Goles            | Part.                 | Goles                 | Part. | Goles |
| ---------------------------------------- | ------------- | ------------- | ----- | ----- | ---------------- | ---------------- | --------------------- | --------------------- | ----- | ----- |
| S. C. Braga "B" Portugal                 | 2.ª           | 2015-16       | 4     | 0     | —                | —                | —                     | —                     | 4     | 0     |
| S. C. Braga "B" Portugal                 | 2.ª           | 2016-17       | 5     | 1     | —                | —                | —                     | —                     | 5     | 1     |
| S. C. Braga "B" Portugal                 | 2.ª           | 2017-18       | 30    | 5     | —                | —                | —                     | —                     | 30    | 5     |
| S. C. Braga "B" Portugal                 | 2.ª           | 2018-19       | 7     | 0     | —                | —                | —                     | —                     | 7     | 0     |
| S. C. Braga "B" Portugal                 | Total club    | Total club    | 46    | 6     | 0                | 0                | 0                     | 0                     | 46    | 6     |
| S. C. Braga Portugal                     | 1.ª           | 2018-19       | 6     | 0     | 2                | 0                | 0                     | 0                     | 8     | 0     |
| S. C. Braga Portugal                     | 1.ª           | 2019-20       | 27    | 8     | 6                | 0                | 7                     | 1                     | 40    | 9     |
| S. C. Braga Portugal                     | Total club    | Total club    | 33    | 8     | 8                | 0                | 7                     | 1                     | 48    | 9     |
| F. C. Barcelona · España                 | 1.ª           | 2020-21       | 28    | 3     | 7                | 0                | 7                     | 0                     | 42    | 3     |
| F. C. Barcelona · España                 | Total club    | Total club    | 28    | 3     | 7                | 0                | 7                     | 0                     | 42    | 3     |
| Wolverhampton Wanderers F. C. Inglaterra | 1.ª           | 2021-22       | 28    | 2     | 2                | 1                | —                     | —                     | 30    | 3     |
| Wolverhampton Wanderers F. C. Inglaterra | Total club    | Total club    | 28    | 2     | 2                | 1                | 0                     | 0                     | 30    | 3     |
| Sporting C. P. Portugal                  | 1.ª           | 2022-23       | 34    | 10    | 6                | 1                | 12                    | 2                     | 52    | 13    |
| Sporting C. P. Portugal                  | 1.ª           | 2023-24       | 31    | 9     | 9                | 1                | 8                     | 0                     | 48    | 10    |
| Sporting C. P. Portugal                  | 1.ª           | 2024-25       | 34    | 9     | 11               | 2                | 9                     | 0                     | 54    | 11    |
| Sporting C. P. Portugal                  | 1.ª           | 2025-26       | 2     | 3     | 1                | 0                | 0                     | 0                     | 3     | 3     |
| Sporting C. P. Portugal                  | Total club    | Total club    | 101   | 31    | 27               | 4                | 29                    | 2                     | 157   | 37    |
| Total carrera                            | Total carrera | Total carrera | 236   | 50    | 44               | 5                | 43                    | 3                     | 323   | 58    |
| 1. 2.                                    |               |               |       |       |                  |                  |                       |                       |       |       |

## Palmarés

### Campeonatos nacionales
| Título           | Club              | País     | Año  |
| ---------------- | ----------------- | -------- | ---- |
| Copa de la Liga  | Sporting de Braga | Portugal | 2020 |
| Copa del Rey     | F. C. Barcelona   | España   | 2021 |
| Primeira Liga    | Sporting C. P.    | Portugal | 2024 |
| Primeira Liga    | Sporting C. P.    | Portugal | 2025 |
| Copa de Portugal | Sporting C. P.    | Portugal | 2025 |

### Campeonatos internacionales
| Título                      | Club (*)              | País      | Año  |
| --------------------------- | --------------------- | --------- | ---- |
| Europeo Sub-19              | Portugal sub-17       | Finlandia | 2018 |
| Liga de Naciones de la UEFA | Selección de Portugal | Alemania  | 2025 |

(*) Incluyendo la selección.